# Чернокрака мангуста
Чернокрака мангуста (Bdeogale nigripes) е вид бозайник от семейство Мангустови (Herpestidae).

## Разпространение и местообитание
Разпространен е в Габон, Екваториална Гвинея, Камерун, Демократична република Конго, Република Конго, Нигерия и Централноафриканската република.